# أبو البقاء الكفوي
أبو البقاء الكفوي، هو أيوب بن موسى الحسيني القريمي الكفوي، الملقب بأبي البقاء.
يُعد أبو البقاء من قضاة المذهب الحنفي. ولد في مدينة كَفَه بالقرم. درس الفقه وعلوم اللغة العربية، وضلع فيها. واستلم الإفتاء والقضاء في مدينته بعد موت أبيه. ثم استلم القضاء في القدس وفي بغداد. قام السلطان محمد خان بنفيه إلى مدينته كفه، فأقام فيها 12 عامًا، ثم جُلب بعدها إلى إسطنبول واستلم القضاء فيها.

## استلامه القضاء
استلم أبو البقاء عددًا من مناصب القضاء في مدنٍ وبلادٍ عدة، وهي:
- استلم القضاء في مدينة كفه بعد أبيه.
- ثم استلم قاضيًا بمدينة بركة.
- ثم استلم القضاء في مدينة بغداد.
- ثم استلم قاضيًا بمدينة القدس.

## وفاته
اختُلف في وفاته، فقال الزركلي أنه توفي في إسطنبول عام 1093 هـ، بينما ذكر رضا كحالة بأنه توفي القدس وكان قاضيًا حينها. وذُكر في كتاب هدية العارفين أنَّ وفاته كانت عام 1094 هـ. وذكر في كتاب معجم المطبوعات العربية والمعربة أنه توفي سنة 1095 هـ.

## مؤلفاته
- أشهر مؤلفاته كتاب تحت مسمى "الكليات"، وهو معجمٌ ضخمٌ يتناول المصطلحات والفروق اللغوية.
- له كتاب باللغة التركية تحت اسم «تحفة الشاهان» وهو في الفقه الحنفي، ويتناول أيضًا العقيدة والأخلاق.